# Lluís I Gonzaga

Escut d'armes dels Gonzaga

Lluís I Gonzaga o Lluís I de Màntua -en italià: Ludovico I Gonzaga- (? 1268 - Màntua, Senyoriu de Màntua, 18 de gener de 1360) fou un noble italià que va esdevenir Senyor de Màntua entre 1328 i 1360 i fou l'iniciador de la dinastia Gonzaga.

## Ascens al poder
Va néixer el 1268 sent fill de Guiu Gonzaga. El 1313 fou nomenat podestà de Màntua i el 1319 de Parma, entrant en conflicte amb els Bonacolsi en la primera ciutat pel poder. El 14 d'agost de 1328, a l'edat de 60 anys, feu un cop d'estat a Màntua per expulsar Rinald Bonacolsi, el qual havia estat nomenat vicari per Enric VII del Sacre Imperi Romanogermànic i morí en l'acte. La lluita entre güelfs i gibel·lins esclatà, i el 16 d'agost la facció güelfa dels Gonzaga assolí el poder i Lluís fou nomenat "Capità General del Poble", un títol equivalent al de senyor de la ciutat i que fou confirmat l'any següent per l'emperador Lluís IV amb el títol de "vicari imperial".
El control de la ciutat fou aconseguit de forma ràpida gràcies a les bones posicions dels Gonzaga dins dels organismes de funcionament d'aquesta, especialment entre els jutges, administradors i ambaixadors. Durant el seu regnat la ciutat s'enriquí a costa de la guerra inicial entre la República de Venècia i el Senyoriu de Milà així com entre Venècia i l'Imperi Otomà, convertint Màntua en el graner del nord de la península italiana.

## Núpcies i descendents
Es casà en primeres núpcies amb Riquilda Ramberti, amb la qual tingué:
- Felip Gonzaga (?-1356), pare d'Egidiola Gonzaga, casada amb Mateu II Visconti.
- Guiu I Gonzaga (1290-1369), senyor de Màntua
- Feltrino Gonzaga (?-1374)
- Azzo Gonzaga (?)
- Albert Gonzaga (?)
- Margarida Gonzaga (?)
- Tomassina Gonzaga (?-1319)

En segones núpcies es casà amb Caterina Malatesta, filla de Pandolf I Malatesta. D'aquesta unió nasqureren:
- Corrado Gonzaga (?)
- Federigo Gonzaga (?)
- Giovanni Gonzaga (?)
- Mario Gonzaga (?)
- Giacomo Gonzaga (?)
- Matteo Gonzaga (?)

En terceres núpcies es casà l'any 1340 amb Novela Malaspina, amb la qual no tingué fills.
Lluís Gonzaga morí el 1360 a la ciutat Màntua.